# SIPA1L2
SIPA1L2‏ (Signal induced proliferation associated 1 like 2) هوَ بروتين يُشَفر بواسطة جين SIPA1L2 في الإنسان.